# Turnovský vikariát

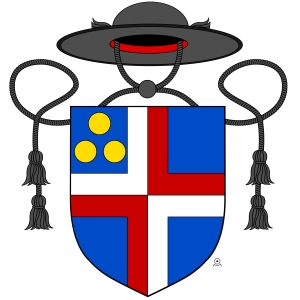
Blason vikariátního znaku
V modrém štítu stříbrně a červeně čtvrcený kříž provázený vpravo nahoře třemi zlatými mincemi (1, 2). Vše převýšeno černým kněžským kloboukem se dvěma černými střapci. Zvolený symbol odkazuje na svatomikulášské patrocinium děkanského kostela v Turnově.

Turnovský vikariát se nachází narozhraní severních, středních a východních Čech, a je jedním z 10 vikariátů litoměřické diecéze. Je církevní územní správní jednotkou v litoměřické diecézi, která hraničí ze západu s českolipským vikariátem, z jihu s mladoboleslavským vikariátem, ze severu s libereckým vikariátem a z východu s diecézí královéhradeckou. Z hlediska územního členění státní správy větší částí leží na území okresu Semily, na východě částečně zasahuje do okresů: Mladá Boleslav, Liberec a Jablonec nad Nisou a na jihu částečně zasahuje do okresu Jičín.
Vikariát je tvořen 36 farnostmi. Jednotlivé farnosti jsou ve vikariátu sdružené do farních obvodů (kolatur), kdy z důvodu nedostatku kněží má jeden kněz na starosti farností více. Z hlediska státní správy kolatura může připomínat obce s pověřeným obecním úřadem či obce s rozšířenou působností. Ve farnostech turnovského vikariátu se nachází dohromady 53 kostelů a řada větších kaplí, které jsou uvedeny v přehledu. Dále je zde mnoho menších kaplí a kapliček, božích muk, venkovních křížů a jiných sakrálních památek, které jsou uvedeny na stránkách pojednávajících o konkrétních farnostech. Přirozeným centrem vikariátu je město Turnov, které mu dalo jméno a je „srdcem“ Českého ráje. Okrskovým vikářem je od roku 1996 turnovský děkan Václav Vlasák.
Ve vikariátu se nachází významná starobylá poutní místa. Patří k nim kostel svatého Josefa v Krásné se svatojosefskou úctou a kopií Svatých schodů, mariánské poutní místo Bozkov u Semily s kostelem Navštívení Panny Marie, při němž i v jeho okolí působí komunita saletinů a kapucínský klášter s poutní kaplí svaté Anny v Mnichově Hradišti. K důležitým duchovním centrům patří, kromě turnovského děkanství, také děkanství v Železném Brodě, Libáni, Mnichově Hradišti, Semilech a Sobotce, a také kolatura farností Přepeře a Vysoké nad Jizerou.

## Seznam farností turnovského vikariátu

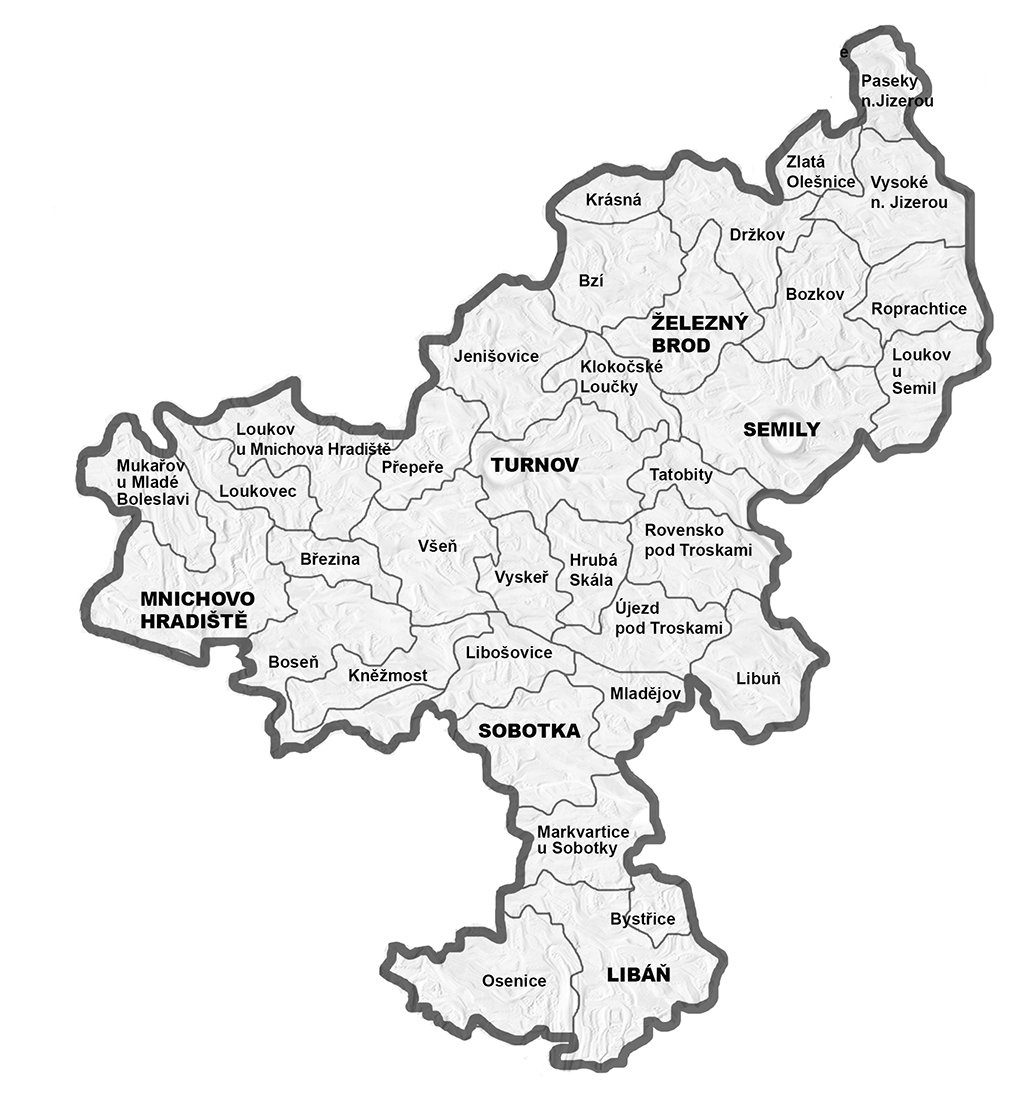

1. Boseň
2. Bozkov u Semil
3. Březina nad Jizerou
4. Bystřice
5. Bzí
6. Držkov
7. Hrubá Skála
8. Jenišovice
9. Klokočské Loučky
10. Kněžmost
11. Krásná
12. Libáň
13. Libošovice
14. Libuň
15. Loukov u Mnichova Hradiště
16. Loukov u Semil
17. Loukovec
18. Markvartice u Sobotky
19. Mladějov
20. Mnichovo Hradiště
21. Mukařov u Mladé Boleslavi
22. Osenice
23. Paseky nad Jizerou
24. Přepeře
25. Roprachtice
26. Rovensko pod Troskami
27. Semily
28. Sobotka
29. Tatobity
30. Turnov
31. Újezd pod Troskami
32. Všeň
33. Vyskeř
34. Vysoké nad Jizerou
35. Zlatá Olešnice
36. Železný Brod

| Přehled kostelů a kaplí v turnovském vikariátu | Přehled kostelů a kaplí v turnovském vikariátu  | Přehled kostelů a kaplí v turnovském vikariátu | Přehled kostelů a kaplí v turnovském vikariátu | Přehled kostelů a kaplí v turnovském vikariátu | Přehled kostelů a kaplí v turnovském vikariátu | Přehled kostelů a kaplí v turnovském vikariátu          | Přehled kostelů a kaplí v turnovském vikariátu | Přehled kostelů a kaplí v turnovském vikariátu |
| Fotografie                                     | Patrocinium                                     | Slavnost                                       | Místo                                          | Statut                                         | Farnost                                        | Diecézní katalog                                        | Souřadnice                                     | Č. kulturní památky (Pk, Mn, MIS, Sez, Obr)    |
| ---------------------------------------------- | ----------------------------------------------- | ---------------------------------------------- | ---------------------------------------------- | ---------------------------------------------- | ---------------------------------------------- | ------------------------------------------------------- | ---------------------------------------------- | ---------------------------------------------- |
|                                                | Anděla Strážce (Doubí)                          | 2. října                                       | Doubí                                          | kaple                                          | Farnost Přepeře                                | bohoslužby                                              | 50°36′10″ s. š., 15°6′4″ v. d.                 | —                                              |
|                                                | Jména Panny Marie (Prackov)                     | 12. září                                       | Prackov                                        | kaple                                          | Farnost Klokočské Loučky                       | bohoslužby                                              | 50°36′23″ s. š., 15°14′58″ v. d.               | 104202 (Pk•MIS•Sez•Obr•WD)                     |
|                                                | Nalezení sv. Kříže (Nepřívěc)                   | 14. září                                       | Nepřívěc                                       | filiální kostel                                | Farnost Sobotka                                | bohoslužby                                              | 50°29′4″ s. š., 15°10′15″ v. d.                | 27091/6-1278 (Pk•MIS•Sez•Obr•WD)               |
|                                                | Nalezení sv. Kříže (Zliv)                       | 14. září                                       | Zliv                                           | filiální kostel                                | Farnost Libáň                                  | bohoslužby                                              | 50°21′43″ s. š., 15°13′49″ v. d.               | 40633/6-1444 (Pk•MIS•Sez•Obr•WD)               |
|                                                | Nanebevzetí Panny Marie (Bystřice)              | 15. srpna                                      | Bystřice                                       | farní kostel                                   | Farnost Bystřice                               | bohoslužby                                              | 50°23′41″ s. š., 15°14′52″ v. d.               | 25801/6-1127 (Pk•MIS•Sez•Obr•WD)               |
|                                                | Nanebevzetí Panny Marie (Mohelnice n. J.)       | 15. srpna                                      | Mohelnice nad Jizerou                          | filiální kostel                                | Farnost Mnichovo Hradiště                      | bohoslužby                                              | 50°33′34″ s. š., 14°58′37″ v. d.               | 17058/2-1698 (Pk•MIS•Sez•Obr•WD)               |
|                                                | Nanebevzetí Panny Marie (Osek u Sobotky)        | 15. srpna                                      | Osek                                           | filiální kostel (hřbitovní)                    | Farnost Sobotka                                | bohoslužby                                              | 50°27′51″ s. š., 15°9′32″ v. d.                | 34923/6-1299 (Pk•MIS•Sez•Obr•WD)               |
|                                                | Nanebevzetí Panny Marie (Solec)                 | 15. srpna                                      | Solec                                          | filiální kostel                                | Farnost Boseň                                  | bohoslužby                                              | 50°28′27″ s. š., 15°4′15″ v. d.                | 22335/2-1734 (Pk•MIS•Sez•Obr•WD)               |
|                                                | Nanebevzetí Panny Marie (Vyskeř)                | 15. srpna                                      | Vyskeř                                         | farní kostel                                   | Farnost Vyskeř                                 | bohoslužby                                              | 50°31′49″ s. š., 15°9′35″ v. d.                | 101266 (Pk•MIS•Sez•Obr•WD)                     |
|                                                | Narození Panny Marie (Klášter Hradiště n.J.)    | 8. září                                        | Klášter Hradiště nad Jizerou                   | filiální kostel                                | Farnost Mnichovo Hradiště                      | bohoslužby                                              | 50°31′31″ s. š., 14°56′55″ v. d.               | 45622/2-1585 (Pk•MIS•Sez•Obr•WD)               |
|                                                | Narození Panny Marie (Osenice)                  | 8. září                                        | Osenice                                        | farní kostel                                   | Farnost Osenice                                | bohoslužby                                              | 50°22′16″ s. š., 15°9′28″ v. d.                | 10825/6-5867 (Pk•MIS•Sez•Obr•WD)               |
|                                                | Narození Panny Marie (Turnov)                   | 8. září                                        | Turnov                                         | filiální kostel                                | Farnost Turnov                                 | bohoslužby                                              | 50°35′13″ s. š., 15°9′35″ v. d.                | 22658/6-2815 (Pk•MIS•Sez•Obr•WD)               |
|                                                | Navštívení Panny Marie (Bozkov)                 | 31. května                                     | Bozkov                                         | farní kostel                                   | Farnost Bozkov                                 | bohoslužby                                              | 50°38′23″ s. š., 15°20′12″ v. d.               | 18847/6-2499 (Pk•MIS•Sez•Obr•WD)               |
|                                                | Navštívení Panny Marie (Mašov)                  | 31. května                                     | Mašov                                          | kaple                                          | Farnost Turnov                                 | bohoslužby                                              | 50°34′22″ s. š., 15°8′59″ v. d.                | —                                              |
|                                                | Navštívení Panny Marie (Ptýrov)                 | 31. května                                     | Ptýrov                                         | kaple                                          | Farnost Mnichovo Hradiště                      | bohoslužby                                              | 50°30′16″ s. š., 14°56′49″ v. d.               | —                                              |
|                                                | Navštívení Panny Marie (Sychrov)                | 31. května                                     | Sychrov                                        | kaple                                          | Farnost Mnichovo Hradiště                      | bohoslužby                                              | 50°33′15″ s. š., 14°58′58″ v. d.               | —                                              |
|                                                | Navštívení Panny Marie (Žďár)                   | 31. května                                     | Žďár                                           | kaple                                          | Farnost Všeň                                   | bohoslužby                                              | 50°32′36″ s. š., 15°5′2″ v. d.                 | —                                              |
|                                                | Nejsvětější Trojice (Bzí)                       | první neděle po letnicích                      | Bzí                                            | farní kostel                                   | Farnost Bzí                                    | bohoslužby                                              | 50°39′31″ s. š., 15°13′31″ v. d.               | 36097/5-147 (Pk•MIS•Sez•Obr•WD)                |
|                                                | Nejsvětější Trojice (Horní Rokytňany)           | první neděle po letnicích                      | Horní Rokytňany                                | kaple                                          | Farnost Osenice                                | bohoslužby                                              | 50°22′33″ s. š., 15°8′16″ v. d.                | —                                              |
|                                                | Nejsvětější Trojice (Hrubý Rohozec)             | první neděle po letnicích                      | Hrubý Rohozec                                  | kaple (zámecká)                                | Farnost Jeníšovice                             | bohoslužby                                              | 50°35′54″ s. š., 15°9′28″ v. d.                | 16914/6-2836 (Pk•MIS•Sez•Obr•WD)               |
|                                                | Nejsvětější Trojice (Loukov)                    | první neděle po letnicích                      | Loukov                                         | farní kostel                                   | Farnost Loukov u M.H.                          | bohoslužby                                              | 50°33′30″ s. š., 15°2′8″ v. d.                 | 14024/2-1626 (Pk•MIS•Sez•Obr•WD)               |
|                                                | Nejsvětější Trojice (Roprachtice)               | první neděle po letnicích                      | Roprachtice                                    | farní kostel                                   | Farnost Roprachtice                            | bohoslužby                                              | 50°38′48″ s. š., 15°24′59″ v. d.               | 45590/6-2762 (Pk•MIS•Sez•Obr•WD)               |
|                                                | Nejsvětější Trojice (Zelenecká Lhota)           | první neděle po letnicích                      | Zelenecká Lhota                                | kaple                                          | Farnost Libáň                                  | bohoslužby                                              | 50°24′4″ s. š., 15°10′47″ v. d.                | —                                              |
|                                                | Panny Marie (Hrdoňovice)                        | 1. ledna                                       | Hrdoňovice                                     | kaple                                          | Farnost Újezd pod Troskami                     | bohoslužby                                              | 50°29′39″ s. š., 15°15′28″ v. d.               | —                                              |
|                                                | Panny Marie (Sovenice)                          | 1. ledna                                       | Sovenice                                       | kaple                                          | Farnost Loukovec                               | bohoslužby                                              | 50°34′21″ s. š., 14°59′38″ v. d.               | —                                              |
|                                                | Panny Marie (Šidloby)                           | 1. ledna                                       | Šidloby                                        | kaple                                          | Farnost Libuň                                  | bohoslužby                                              | 50°30′3″ s. š., 15°18′40″ v. d.                | —                                              |
|                                                | Panny Marie Lurdské (Loukov)                    | 11. února                                      | Loukov                                         | kaple                                          | Farnost Loukov u Semil                         | bohoslužby                                              |                                                | —                                              |
|                                                | Panny Marie Sedmibolestné (Libáň)               | 15. září                                       | Libáň                                          | kaple                                          | Farnost Libáň                                  | bohoslužby                                              | 50°22′6″ s. š., 15°12′49″ v. d.                | —                                              |
|                                                | Povýšení sv. Kříže (Jesenný)                    | 14. září                                       | Jesenný                                        | kaple                                          | Farnost Bozkov                                 | bohoslužby                                              | 50°39′36″ s. š., 15°20′33″ v. d.               | 22439/6-2574 (Pk•MIS•Sez•Obr•WD)               |
|                                                | Povýšení sv. Kříže (Loukovec)                   | 14. září                                       | Loukovec                                       | farní kostel                                   | Farnost Loukovec                               | bohoslužby                                              | 50°33′43″ s. š., 15°0′53″ v. d.                | 37441/2-1640 (Pk•MIS•Sez•Obr•WD)               |
|                                                | Povýšení sv. Kříže (Pěnčín)                     | 14. září                                       | Pěnčín                                         | kaple                                          | Farnost Loukov u M.H.                          | bohoslužby                                              | 50°35′40″ s. š., 15°4′39″ v. d.                | —                                              |
|                                                | Povýšení sv. Kříže (Vranové)                    | 14. září                                       | Vranové                                        | kaple                                          | Farnost Klokočské Loučky                       | bohoslužby                                              | 50°38′27″ s. š., 15°11′53″ v. d.               | —                                              |
|                                                | Sedmi bratří (Koryta)                           | 10. července                                   | Koryta                                         | kaple                                          | Farnost Loukovec                               | bohoslužby                                              | 50°34′19″ s. š., 15°0′43″ v. d.                | —                                              |
|                                                | sv. Anny (Mnichovo Hradiště)                    | 26. července                                   | Mnichovo Hradiště                              | kaple (zámecká)                                | Farnost Mnichovo Hradiště                      | bohoslužby                                              | 50°31′45″ s. š., 14°58′24″ v. d.               | 29166/2-1677 (Pk•MIS•Sez•Obr•WD)               |
|                                                | sv. Anny (Osenice)                              | 26. července                                   | Osenice                                        | kaple (hřbitovní)                              | Farnost Osenice                                | bohoslužby                                              | 50°22′12″ s. š., 15°9′32″ v. d.                | —                                              |
|                                                | sv. Anny (Podkost)                              | 26. července                                   | Podkost                                        | kaple (zámecká)                                | Farnost Libošovice                             | bohoslužby                                              | 50°29′25″ s. š., 15°8′6″ v. d.                 | 36329/6-1332 (Pk•MIS•Sez•Obr•WD)               |
|                                                | sv. Anny (Vyskeř)                               | 26. července                                   | Vyskeř                                         | kaple                                          | Farnost Vyskeř                                 | bohoslužby                                              | 50°31′55″ s. š., 15°9′35″ v. d.                | 44757/6-2860 (Pk•MIS•Sez•Obr•WD)               |
|                                                | sv. Antonína Pad. (Chuchelna)                   | 13. června                                     | Chuchelna                                      | kaple (hřbitovní)                              | Farnost Semily                                 | bohoslužby                                              | 50°22′30″ s. š., 15°15′39″ v. d.               | —                                              |
|                                                | sv. Antonína Pad. (Loučky)                      | 13. června                                     | Loučky                                         | farní kostel                                   | Farnost Klokočské Loučky                       | bohoslužby                                              | 50°37′1″ s. š., 15°13′6″ v. d.                 | 103423 (Pk•MIS•Sez•Obr•WD)                     |
|                                                | sv. Bartoloměje (Držkov)                        | 24. srpna                                      | Držkov                                         | farní kostel                                   | Farnost Držkov                                 | bohoslužby                                              | 50°41′17″ s. š., 15°18′10″ v. d.               | 102228 (Pk•MIS•Sez•Obr•WD)                     |
|                                                | sv. Bartoloměje (Sezemice)                      | 24. srpna                                      | Sezemice                                       | filiální kostel                                | Farnost Loukov u M.H.                          | bohoslužby                                              | 50°35′6″ s. š., 15°0′21″ v. d.                 | 26755/2-1725 (Pk•MIS•Sez•Obr•WD)               |
|                                                | sv. Cyrila a Metoděje (Podolí)                  | 5. července                                    | Podolí                                         | kaple                                          | Farnost Mnichovo Hradiště                      | bohoslužby                                              | 50°32′50″ s. š., 14°59′30″ v. d.               | —                                              |
|                                                | sv. Cyrila a Metoděje (Svijanský Újezd)         | 5. července                                    | Svijanský Újezd                                | kaple                                          | Farnost Loukov u M.H.                          | bohoslužby                                              | 50°35′15″ s. š., 15°2′38″ v. d.                | —                                              |
|                                                | sv. Ducha (Libáň)                               | letnice                                        | Libáň                                          | farní kostel                                   | Farnost Libáň                                  | bohoslužby                                              | 50°22′30″ s. š., 15°13′14″ v. d.               | 18113/6-1235 (Pk•MIS•Sez•Obr•WD)               |
|                                                | sv. Filipa a Jakuba (Všeň)                      | 3. května                                      | Všeň                                           | farní kostel                                   | Farnost Všeň                                   | bohoslužby                                              | 50°33′35″ s. š., 15°6′19″ v. d.                | 16013/6-2854 (Pk•MIS•Sez•Obr•WD)               |
|                                                | sv. Františka z Assisi (Kněžmost)               | 4. října                                       | Kněžmost                                       | farní kostel                                   | Farnost Kněžmost                               | bohoslužby                                              | 50°29′20″ s. š., 15°2′23″ v. d.                | 31019/2-1588 (Pk•MIS•Sez•Obr•WD)               |
|                                                | sv. Františka z Assisi (Turnov)                 | 4. října                                       | Turnov                                         | filiální kostel                                | Farnost Turnov                                 | bohoslužby                                              | 50°35′16″ s. š., 15°9′29″ v. d.                | 37175/6-2817 (Pk•MIS•Sez•Obr•WD)               |
|                                                | sv. Gaudentia (Přepeře)                         | 14. října                                      | Přepeře                                        | kaple (farní)                                  | Farnost Přepeře                                | bohoslužby                                              |                                                | —                                              |
|                                                | sv. Havla (Havlovice)                           | 16. října                                      | Havlovice                                      | kaple                                          | Farnost Loukov u M.H.                          | bohoslužby                                              | 50°35′54″ s. š., 15°1′16″ v. d.                | —                                              |
|                                                | sv. Havla (Chocnějovice)                        | 16. října                                      | Chocnějovice                                   | filiální kostel                                | Farnost Loukovec                               | bohoslužby                                              | 50°34′37″ s. š., 14°58′7″ v. d.                | 25719/2-1568 (Pk•MIS•Sez•Obr•WD)               |
|                                                | sv. Jakuba apoštola (Mnichovo Hradiště)         | 25. července                                   | Mnichovo Hradiště                              | farní kostel                                   | Farnost Mnichovo Hradiště                      | bohoslužby                                              | 50°31′29″ s. š., 14°58′26″ v. d.               | 22948/2-1673 (Pk•MIS•Sez•Obr•WD)               |
|                                                | sv. Jakuba Staršího (Přepeře)                   | 25. července                                   | Přepeře                                        | farní kostel                                   | Farnost Přepeře                                | bohoslužby                                              | 50°34′56″ s. š., 15°6′47″ v. d.                | 37579/6-2743 (Pk•MIS•Sez•Obr•WD)               |
|                                                | sv. Jakuba Většího (Železný Brod)               | 25. července                                   | Železný Brod                                   | farní kostel                                   | Farnost Železný Brod                           | bohoslužby                                              | 50°38′35″ s. š., 15°15′24″ v. d.               | 19958/5-117 (Pk•MIS•Sez•Obr•WD)                |
|                                                | sv. Jana Křtitele (Bozkov)                      | 24. června                                     | Bozkov                                         | kaple (zámecká)                                | Farnost Bozkov                                 | bohoslužby                                              |                                                | —                                              |
|                                                | sv. Jana Křtitele (Hřmenín)                     | 24. června                                     | Hřmenín                                        | kaple                                          | Farnost Markvartice u Sobotky                  | bohoslužby                                              | 50°24′30″ s. š., 15°12′45″ v. d.               | —                                              |
|                                                | sv. Jana Křtitele (Nudvojovice)                 | 24. června                                     | Nudvojovice                                    | filiální kostel                                | Farnost Turnov                                 | bohoslužby                                              | 50°34′55″ s. š., 15°8′9″ v. d.                 | 45976/6-2842 (Pk•MIS•Sez•Obr•WD)               |
|                                                | sv. Jana Křtitele (Semily)                      | 24. června                                     | Semily                                         | filiální kostel (hřbitovní)                    | Farnost Semily                                 | bohoslužby                                              | 50°36′3″ s. š., 15°20′18″ v. d.                | 35385/6-2472 (Pk•MIS•Sez•Obr•WD)               |
|                                                | sv. Jana Křtitele (Staré Hrady)                 | 24. června                                     | Staré Hrady                                    | kaple (zámecká)                                | Farnost Libáň                                  | bohoslužby                                              | 50°23′10″ s. š., 15°12′50″ v. d.               | 25389/6-1396 (Pk•MIS•Sez•Obr•WD)               |
|                                                | sv. Jana Křtitele (Újezd pod Troskami)          | 24. června                                     | Újezd pod Troskami                             | farní kostel                                   | Farnost Újezd pod Troskami                     | bohoslužby                                              | 50°30′23″ s. š., 15°15′39″ v. d.               | —                                              |
|                                                | sv. Jana Křtitele (Veselá)                      | 24. června                                     | Veselá                                         | kaple                                          | Farnost Rovensko pod Troskami                  | bohoslužby                                              | 50°32′47″ s. š., 15°18′32″ v. d.               | —                                              |
|                                                | sv. Jana Nepomuckého (Dětenice)                 | 16. května                                     | Dětenice                                       | kaple                                          | Farnost Osenice                                | bohoslužby                                              | 50°22′5″ s. š., 15°10′12″ v. d.                | 32938/6-4328 (Pk•MIS•Sez•Obr•WD)               |
|                                                | sv. Jana Nepomuckého (Doubrava)                 | 16. května                                     | Doubrava                                       | kaple                                          | Farnost Březina nad Jizerou                    | bohoslužby                                              | 50°32′36″ s. š., 15°5′2″ v. d.                 | —                                              |
|                                                | sv. Jana Nepomuckého (Horní Bukovina)           | 16. května                                     | Horní Bukovina                                 | kaple                                          | Farnost Mnichovo Hradiště                      | bohoslužby                                              | 50°32′34″ s. š., 14°55′36″ v. d.               | —                                              |
|                                                | sv. Jana Nepomuckého (Hoškovice)                | 16. května                                     | Hoškovice                                      | kaple                                          | Farnost Mnichovo Hradiště                      | bohoslužby                                              | 50°31′52″ s. š., 14°59′59″ v. d.               | —                                              |
|                                                | sv. Jana Nepomuckého (Mnichovo Hradiště)        | 16. května                                     | Mnichovo Hradiště                              | kaple (zámecká)                                | Farnost Mnichovo Hradiště                      | bohoslužby Archivováno 27. 7. 2020 na Wayback Machine.  | 50°31′47″ s. š., 14°58′24″ v. d.               | —                                              |
|                                                | sv. Jana Nepomuckého (Valdštejn)                | 16. května                                     | Valdštejn                                      | kaple                                          | Farnost Turnov                                 | bohoslužby                                              | 50°33′45″ s. š., 15°10′2″ v. d.                | 45773/6-2841 (Pk•MIS•Sez•Obr•WD)               |
|                                                | sv. Jana Nepomuckého (Železný Brod)             | 16. května                                     | Železný Brod                                   | kaple                                          | Farnost Železný Brod                           | bohoslužby                                              | 50°38′18″ s. š., 15°15′27″ v. d.               | 34839/5-119 (Pk•MIS•Sez•Obr•WD)                |
|                                                | sv. Jana a Pavla (Svijany)                      | 26. června                                     | Svijany                                        | kaple (zámecká)                                | Farnost Loukov u M.H.                          | bohoslužby                                              | 50°34′25″ s. š., 15°3′20″ v. d.                | 28609/5-4456 (Pk•MIS•Sez•Obr•WD)               |
|                                                | sv. Jiljí (Markvartice)                         | 1. září                                        | Markvartice                                    | farní kostel                                   | Farnost Markvartice u Sobotky                  | bohoslužby                                              | 50°25′50″ s. š., 15°11′50″ v. d.               | 33554/6-1250 (Pk•MIS•Sez•Obr•WD)               |
|                                                | sv. Jiljí (Mladějov)                            | 1. září                                        | Mladějov                                       | farní kostel                                   | Farnost Mladějov                               | bohoslužby                                              | 50°29′0″ s. š., 15°14′4″ v. d.                 | 38396/6-1268 (Pk•MIS•Sez•Obr•WD)               |
|                                                | sv. Jiří (Jenišovice)                           | 24. dubna                                      | Jenišovice                                     | farní kostel                                   | Farnost Jeníšovice                             | bohoslužby                                              | 50°37′38″ s. š., 15°8′19″ v. d.                | 35917/5-41 (Pk•MIS•Sez•Obr•WD)                 |
|                                                | sv. Jiří (Karlovice)                            | 24. dubna                                      | Přáslavice                                     | filiální kostel                                | Farnost Turnov                                 | bohoslužby                                              | 50°33′37″ s. š., 15°12′35″ v. d.               | 14366/6-2633 (Pk•MIS•Sez•Obr•WD)               |
|                                                | sv. Jiří (Psinice)                              | 24. dubna                                      | Psinice                                        | filiální kostel                                | Farnost Libáň                                  | bohoslužby                                              | 50°21′14″ s. š., 15°12′51″ v. d.               | 17890/6-1345 (Pk•MIS•Sez•Obr•WD)               |
|                                                | sv. Josefa (Drahotice)                          | 19. března                                     | Drahotice                                      | kaple                                          | Farnost Loukov u M.H.                          | bohoslužby                                              | 50°34′51″ s. š., 14°58′59″ v. d.               | —                                              |
|                                                | sv. Josefa (Hrubá Skála)                        | 19. března                                     | Hrubá Skála                                    | farní kostel                                   | Farnost Hrubá Skála                            | bohoslužby                                              | 50°32′42″ s. š., 15°11′35″ v. d.               | 34132/6-2550 (Pk•MIS•Sez•Obr•WD)               |
|                                                | sv. Josefa (Krásná)                             | 19. března                                     | Krásná                                         | farní kostel                                   | Farnost Krásná                                 | bohoslužby                                              | 50°41′40″ s. š., 15°12′50″ v. d.               | 28226/5-81 (Pk•MIS•Sez•Obr•WD)                 |
|                                                | sv. Josefa (Turnov)                             | 19. března                                     | Turnov                                         | kaple (dom.důch.)                              | Farnost Turnov                                 | bohoslužby                                              |                                                | —                                              |
|                                                | sv. Kateřiny Alexandrijské (Vysoké nad Jizerou) | 25. listopadu                                  | Vysoké nad Jizerou                             | farní kostel                                   | Farnost Vysoké nad Jizerou                     | bohoslužby                                              | 50°41′6″ s. š., 15°24′9″ v. d.                 | 19568/6-2862 (Pk•MIS•Sez•Obr•WD)               |
|                                                | sv. Martina (Libuň)                             | 11. listopadu                                  | Libuň                                          | farní kostel                                   | Farnost Libuň                                  | bohoslužby                                              | 50°29′55″ s. š., 15°17′55″ v. d.               | 27491/6-1244 (Pk•MIS•Sez•Obr•WD)               |
|                                                | sv. Martina (Údrnice)                           | 11. listopadu                                  | Údrnice                                        | filiální kostel                                | Farnost Libáň                                  | bohoslužby                                              | 50°22′30″ s. š., 15°15′39″ v. d.               | 23855/6-1419 (Pk•MIS•Sez•Obr•WD)               |
|                                                | sv. Martina (Zlatá Olešnice)                    | 11. listopadu                                  | Zlatá Olešnice                                 | farní kostel                                   | Farnost Zlatá Olešnice                         | bohoslužby                                              | 50°42′21″ s. š., 15°21′4″ v. d.                | 22683/5-110 (Pk•MIS•Sez•Obr•WD)                |
|                                                | sv. Máří Magdalény (Loukov)                     | 22. července                                   | Loukov                                         | kaple                                          | Farnost Loukov u Semil                         | bohoslužby                                              |                                                | —                                              |
|                                                | sv. Máří Magdaleny (Sobotka)                    | 22. července                                   | Sobotka                                        | farní kostel                                   | Farnost Sobotka                                | bohoslužby                                              | 50°28′ s. š., 15°10′36″ v. d.                  | 36241/6-1384 (Pk•MIS•Sez•Obr•WD)               |
|                                                | sv. Matěje (Hruštice)                           | 14. května                                     | Hruštice                                       | filiální kostel                                | Farnost Turnov                                 | bohoslužby                                              | 50°35′27″ s. š., 15°10′8″ v. d.                | 14994/6-2837 (Pk•MIS•Sez•Obr•WD)               |
|                                                | sv. Mikuláše (Turnov)                           | 6. prosince                                    | Turnov                                         | farní kostel                                   | Farnost Turnov                                 | bohoslužby                                              | 50°35′19″ s. š., 15°9′25″ v. d.                | 19273/6-2818 (Pk•MIS•Sez•Obr•WD)               |
|                                                | sv. Petra a Pavla (Příchvoj)                    | 29. června                                     | Příchvoj                                       | kaple                                          | Farnost Markvartice u Sobotky                  | bohoslužby                                              | 50°26′26″ s. š., 15°13′34″ v. d.               | 35296/6-1342 (Pk•MIS•Sez•Obr•WD)               |
|                                                | sv. Petra a Pavla (Semily)                      | 29. června                                     | Semily                                         | farní kostel                                   | Farnost Semily                                 | bohoslužby                                              | 50°36′10″ s. š., 15°20′13″ v. d.               | 12947/6-5746 (Pk•MIS•Sez•Obr•WD)               |
|                                                | sv. Prokopa (Libošovice)                        | 4. července                                    | Libošovice                                     | farní kostel                                   | Farnost Libošovice                             | bohoslužby                                              | 50°29′32″ s. š., 15°9′45″ v. d.                | 16520/6-1243 (Pk•MIS•Sez•Obr•WD)               |
|                                                | sv. Prokopa (Zásada)                            | 4. července                                    | Zásada                                         | kaple                                          | Farnost Držkov                                 | bohoslužby                                              | 50°41′52″ s. š., 15°16′4″ v. d.                | 46696/5-109 (Pk•MIS•Sez•Obr•WD)                |
|                                                | sv. Stanislava z Krakova (Loukov)               | 11. dubna                                      | Loukov                                         | farní kostel                                   | Farnost Loukov u Semil                         | bohoslužby                                              | 50°36′51″ s. š., 15°24′20″ v. d.               | 45507/6-2526 (Pk•MIS•Sez•Obr•WD)               |
|                                                | sv. Václava (Boseň)                             | 28. září                                       | Boseň                                          | farní kostel                                   | Farnost Boseň                                  | bohoslužby                                              | 50°30′17″ s. š., 15°1′23″ v. d.                | 34601/2-1496 (Pk•MIS•Sez•Obr•WD)               |
|                                                | sv. Václava (Bukovina)                          | 28. září                                       | Bukovina                                       | kaple                                          | Farnost Jeníšovice                             | bohoslužby                                              | 50°36′27″ s. š., 15°10′43″ v. d.               | —                                              |
|                                                | sv. Václava (Čtveřín)                           | 28. září                                       | Čtveřín                                        | kaple                                          | Farnost Přepeře                                | bohoslužby[nedostupný zdroj]                            |                                                | —                                              |
|                                                | sv. Václava (Kobyly)                            | 28. září                                       | Kobyly                                         | kaple                                          | Farnost Loukov u M.H.                          | bohoslužby                                              | 50°36′38″ s. š., 15°0′16″ v. d.                | —                                              |
|                                                | sv. Václava (Ohrazenice)                        | 28. září                                       | Ohrazenice                                     | kaple                                          | Farnost Přepeře                                | bohoslužby                                              | 50°35′53″ s. š., 15°7′35″ v. d.                | —                                              |
|                                                | sv. Václava (Paseky nad Jizerou)                | 28. září                                       | Paseky nad Jizerou                             | farní kostel                                   | Farnost Paseky nad Jizerou                     | bohoslužby                                              | 50°43′27″ s. š., 15°24′5″ v. d.                | 17136/6-2729 (Pk•MIS•Sez•Obr•WD)               |
|                                                | sv. Václava (Příšovice)                         | 28. září                                       | Příšovice                                      | kaple                                          | Farnost Přepeře                                | bohoslužby                                              | 50°34′43″ s. š., 15°5′5″ v. d.                 | 10030/5-5611 (Pk•MIS•Sez•Obr•WD)               |
|                                                | sv. Václava (Rovensko pod Troskami)             | 28. září                                       | Rovensko pod Troskami                          | farní kostel                                   | Farnost Rovensko pod Troskami                  | bohoslužby                                              | 50°32′29″ s. š., 15°15′35″ v. d.               | 21260/6-2766 (Pk•MIS•Sez•Obr•WD)               |
|                                                | sv. Vavřince (Březina)                          | 10. srpna                                      | Březina                                        | farní kostel                                   | Farnost Březina nad Jizerou                    | bohoslužby                                              | 50°32′59″ s. š., 15°2′ v. d.                   | 20011/2-1503 (Pk•MIS•Sez•Obr•WD)               |
|                                                | sv. Vavřince (Malá Skála)                       | 10. srpna                                      | Malá Skála                                     | kaple                                          | Farnost Bzí                                    | bohoslužby                                              | 50°38′44″ s. š., 15°11′41″ v. d.               | —                                              |
|                                                | sv. Vavřince (Mukařov)                          | 10. srpna                                      | Mukařov                                        | farní kostel                                   | Farnost Mukařov u M.B.                         | bohoslužby                                              | 50°34′8″ s. š., 14°55′38″ v. d.                | 18469/2-1700 (Pk•MIS•Sez•Obr•WD)               |
|                                                | sv. Vavřince (Tatobity)                         | 10. srpna                                      | Tatobity                                       | farní kostel                                   | Farnost Tatobity                               | bohoslužby                                              | 50°34′25″ s. š., 15°15′57″ v. d.               | —                                              |
|                                                | sv. Vavřince (Tatobity)                         | 10. srpna                                      | Tatobity                                       | kaple                                          | Farnost Tatobity                               | bohoslužby Archivováno 23. 10. 2013 na Wayback Machine. |                                                | —                                              |
|                                                | sv. Vojtěcha (Huť)                              | 23. dubna                                      | Huť                                            | kaple                                          | Farnost Krásná                                 | bohoslužby                                              | 50°41′39″ s. š., 15°14′11″ v. d.               | —                                              |
|                                                | Tří králů (Mnichovo Hradiště)                   | 6. ledna                                       | Mnichovo Hradiště                              | filiální kostel                                | Farnost Mnichovo Hradiště                      | bohoslužby                                              | 50°31′45″ s. š., 14°58′24″ v. d.               | 29166/2-1677 (Pk•MIS•Sez•Obr•WD)               |
|                                                | Kaple (Branžež)                                 | zasvěcení neznámé                              | Branžež                                        | kaple                                          | Farnost Boseň                                  |                                                         | 50°30′28″ s. š., 15°3′29″ v. d.                | —                                              |
|                                                | Kaple (Dneboh)                                  | zasvěcení neznámé                              | Dneboh                                         | kaple                                          | Farnost Boseň                                  |                                                         | 50°31′36″ s. š., 15°1′15″ v. d.                | —                                              |
|                                                | Kaple (Dobrá Voda)                              | zasvěcení neznámé                              | Dobrá Voda                                     | kaple                                          | Farnost Boseň                                  |                                                         | 50°30′30″ s. š., 15°0′16″ v. d.                | —                                              |
|                                                | Kaple (Jivina)                                  | zasvěcení neznámé                              | Jivina                                         | kaple                                          | Farnost Mukařov u M.B.                         |                                                         | 50°33′11″ s. š., 14°56′59″ v. d.               | —                                              |
|                                                | Kaple (Lhotice)                                 | zasvěcení neznámé                              | Lhotice                                        | kaple                                          | Farnost Boseň                                  |                                                         | 50°29′58″ s. š., 14°59′52″ v. d.               | 28514/2-1618 (Pk•MIS•Sez•Obr•WD)               |
|                                                | Kaple (Přepeře)                                 | zasvěcení neznámé                              | Přepeře                                        | kaple (hřbitovní)                              | Farnost Přepeře                                |                                                         | 50°35′8″ s. š., 15°6′57″ v. d.                 | 11302/6-5932 (Pk•MIS•Sez•Obr•WD)               |

## Farní obvody turnovského vikariátu
Farnosti jsou z důvodu efektivity duchovní správy spojeny do farních obvodů (kolatur). Některé farnosti mohou mít správce dva. Jednoho, který má na starosti materiální záležitosti (in materialibus); a druhého, který vykonává duchovní službu (in spiritualibus). Upřesňující údaje v kolonce správce se vztahují k obsazené farnosti. Farnosti mají osoby pověřené různými funkcemi uvedené na svých stránkách či v diecézním katalogu.
| Farnosti                              | Farnosti                                                                                             | Farnosti                                                                           | Farnosti                                                              |
| Farnost obsazená duchovním (kolatura) | Farnost spravovaná excurrendo                                                                        | Správce                                                                            | Web a facebook farní kolatury                                         |
| ------------------------------------- | --- | ---------------------------------------------------------------------------------- | --------------------------------------------------------------------- |
| Bozkov                                | Paseky nad Jizerou • Zlatá Olešnice                                                                  | P. ThMgr. Krzysztof Mikuszewski, MS, farář P. ThLic. Henryk Kuman, MS, farní vikář | Web Saletinů v Bozkově                                                |
| Železný Brod – děkanství              | Bzí • Držkov • Klokočské Loučky • Krásná                                                             | P. Mgr. Jan Jucha, MS, administrátor P. ThLic. Henryk Kuman, MS, farní vikář       | Web Saletinů v Bozkově                                                |
| Libáň – děkanství                     | Bystřice • Markvartice u Sobotky • Osenice                                                           | R.D. Mgr. Augustín Števica, děkan                                                  |                                                                       |
| Mnichovo Hradiště – děkanství         | Boseň • Březina nad Jizerou • Kněžmost Loukov u Mnichova Hradiště • Mukařov u Mladé Boleslavi • Všeň | R.D. Mgr. Pavel Mach, děkan                                                        | Web farnosti – děkanství Mnichovo Hradiště farnosti Mnichovo Hradiště |
| Přepeře                               | Loukovec                                                                                             | P. Mgr. Michael František Schnitter, O.Praem., administrátor                       | Web farnosti Přepeře                                                  |
| Rovensko pod Troskami                 | Hrubá Skála • Libuň • Mladějov • Újezd pod Troskami • Vyskeř                                         | R.D. Mgr. Tomasz Dziedzic, farář                                                   | Web farnosti Újezd pod Troskami farnosti Rovensko pod Troskami        |
| Semily – děkanství                    | Loukov u Semil • Roprachtice • Tatobity                                                              | R.D. Jaroslav Gajdošík, děkan R.D. Mgr. Vít Jůza, farní vikář                      | Web farnosti – děkanství Semily farnosti – děkanství Semily           |
| Sobotka – děkanství                   | Libošovice                                                                                           | R.D. Mgr. Ing. Václav Novák, děkan                                                 | Web farnosti – děkanství Sobotka farnosti – děkanství Sobotka         |
| Turnov – děkanství                    | Jeníšovice                                                                                           | J.M. can. Václav Vlasák, děkan                                                     | Web farnosti na webu města Turnov                                     |
| Vysoké nad Jizerou                    | | R.D. Milan Matfiak, farář                                                          | Web farnosti Vysoké nad Jizerou                                       |

## Okrskoví vikáři
- kolem r. 1989 Klement Ruisl
- po 1. říjnu 1990 Jiří Hladík
- do 1996 František Bílek
- od 1996 Václav Vlasák